# 25425 Chelsealynn
25425 Chelsealynn è un asteroide della fascia principale. Scoperto nel 1999, presenta un'orbita caratterizzata da un semiasse maggiore pari a 2,6246301 UA e da un'eccentricità di 0,1126967, inclinata di 2,85542° rispetto all'eclittica.